# 尼日利亚警察部队
尼日利亚警察部队（Nigeria Police Force）是尼日利亚的主要执法部门和安全机构。根据1999年宪法，该机构指定为尼日利亚的国家警察，在全国拥有专属管辖权，截至2016年，该部门职员数约为371,800人。目前，已有计划扩员至650,000人。尼日利亚警察部队组织结构庞大，17个警区和8个行政机构下辖36个州指挥部和联邦首都直辖区（FCT）。该机构目前由警察总监乌斯曼·阿尔卡利·巴巴（Usman Alkali Baba）领导。2020年，该机构经历了大规模改组。

## 解散有争议的特别反抢劫行动队
2020年10月4日，警察总长穆罕默德·阿达姆（Muhammed Adamu）宣布，联邦特别反抢劫行动队（FSARS）和其他战术行动队必须“立即”停止包括交通检查在内的行动。10月11日，在停止运作后的一周，阿达姆解散了特别反抢劫行动队（SARS）。2020年10月22日，尼日利亚总统穆罕默杜·布哈里在公开讲话中证实，尼日利亚备受争议的特别反抢劫行动队已被解散，并指责部分SARS成员在日常行动中“过度使用武力”。针对部分前行动队成员所犯下的敲诈、强奸和谋杀等罪行，已有计划对其发起起诉。尼日利亚警察部队的反抢劫行动队解散后，又成立了新的战术行动队（SWAT）。